# SF City FC

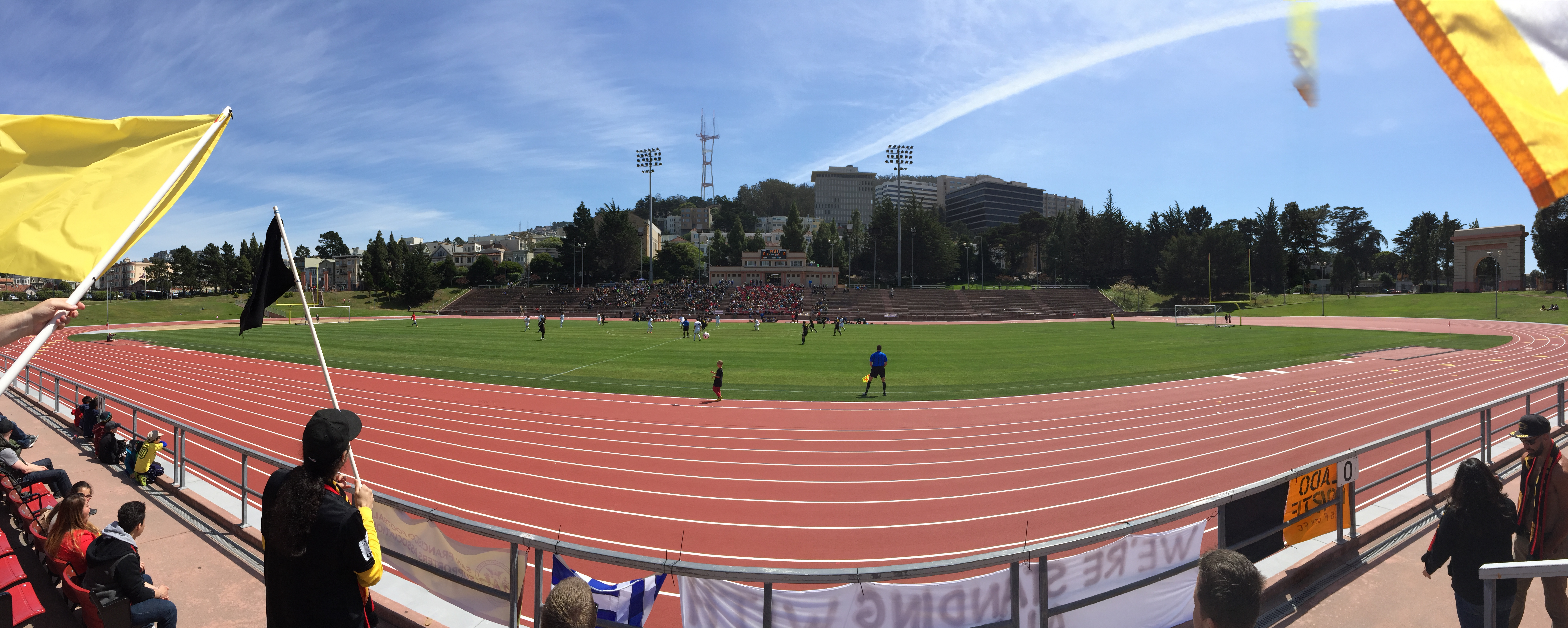
SF City en 2015 en la US Open Cup ante Cal FC en el Kezar Stadium.

San Francisco City Football Club, comúnmente abreviado como SF City, es un club aficionado de fútbol propiedad de seguidores ubicado en San Francisco, California que compite en USL League Two, la cuarta división de fútbol en el país.

## Historia
Fue fundado en el año 2001 en la ciudad de San Francisco, California por su actual entrenador de equipo filial Jonathan Wright y un año más tarde ingresó a la San Francisco Soccer Football League.
Luego de más de una década en la liga local, en el 2014 se intentaron a la NPSL, pero el otro club de la ciudad, el San Francisco Stompers reclamó el derecho de ser el único club de la ciudad en la liga, por lo que no ingresaron y fueron admintidos en la liga del norte de California.
Para la temporada 2016 se determinó que el club formaría parte de la USL PDL (hoy en día USL League Two) como uno de los equipos de expansión, y que en un futuro se integren a la extinta NASL.